# 岛坦蛛
岛坦蛛（学名：Ariadna insulicola）为类石蛛科坦蛛属的动物。分布于日本、朝鲜以及中国大陆的浙江等地，主要生活于海岸、海岛石缝。该物种的模式产地在日本。